# گورگن پاهلئوانیان
گورگن آرتاشسی پاهلئوانیان (ارمنی: Գուրգեն Արտաշեսի Փահլևանյան؛ زادهٔ ۲۳ فوریهٔ ۱۹۰۸ - درگذشته ۱۹۸۶) یک سیاستمدار اهل ارمنستان که از تاریخ (۱) ۲ ژوئن ۱۹۵۷ تا تاریخ ۲۱ مارس ۱۹۶۰ سمت شهردار ایروان را برعهده داشت.

## زندگی‌نامه
در ۲۳ فوریهٔ ۱۹۰۸ در قارص به دنیا آمد و از دانشگاه دولتی ایروان فارغ‌التحصیل شد. وی همچنین برنده نشان جنگ میهنی درجه دو، نشان پرچم سرخ کار، نشان دوستی خلق و نشان برجسته افتخار شده است. وی در ۱۹۸۶ در سن ۷۸ سالگی در ایروان درگذشت.

## یادداشت
1. ↑  Երևանի քաղխորհրդի գործադիր կոմիտեի նախագահ